# Melanozosteria exigua
Melanozosteria exigua är en kackerlacksart som först beskrevs av M. Josephine Mackerras 1968.  Melanozosteria exigua ingår i släktet Melanozosteria och familjen storkackerlackor. Inga underarter finns listade i Catalogue of Life.